# Hydrophis bituberculatus
Hydrophis bituberculatus là một loài rắn trong họ Rắn hổ. Loài này được Peters mô tả khoa học đầu tiên năm 1872.